# Pantcharèvo (quartier)
Pour l’article homonyme, voir Pantcharevo.
 (février 2024).
Si vous disposez d'ouvrages ou d'articles de référence ou si vous connaissez des sites web de qualité traitant du thème abordé ici, merci de compléter l'article en donnant les références utiles à sa vérifiabilité et en les liant à la section « Notes et références ».
Pantcharèvo (bulgare : Панчарево) est un village et un arrondissement faisant partie de la commune de Sofia, capitale de la Bulgarie.

## Géographie et organisation
Le village de Pantcharèvo est situé dans la partie sud-est de l'agglomération de Sofia, à 16 km du centre-ville. Il est le siège de l'arrondissement Pantchèrevo.

## Galerie

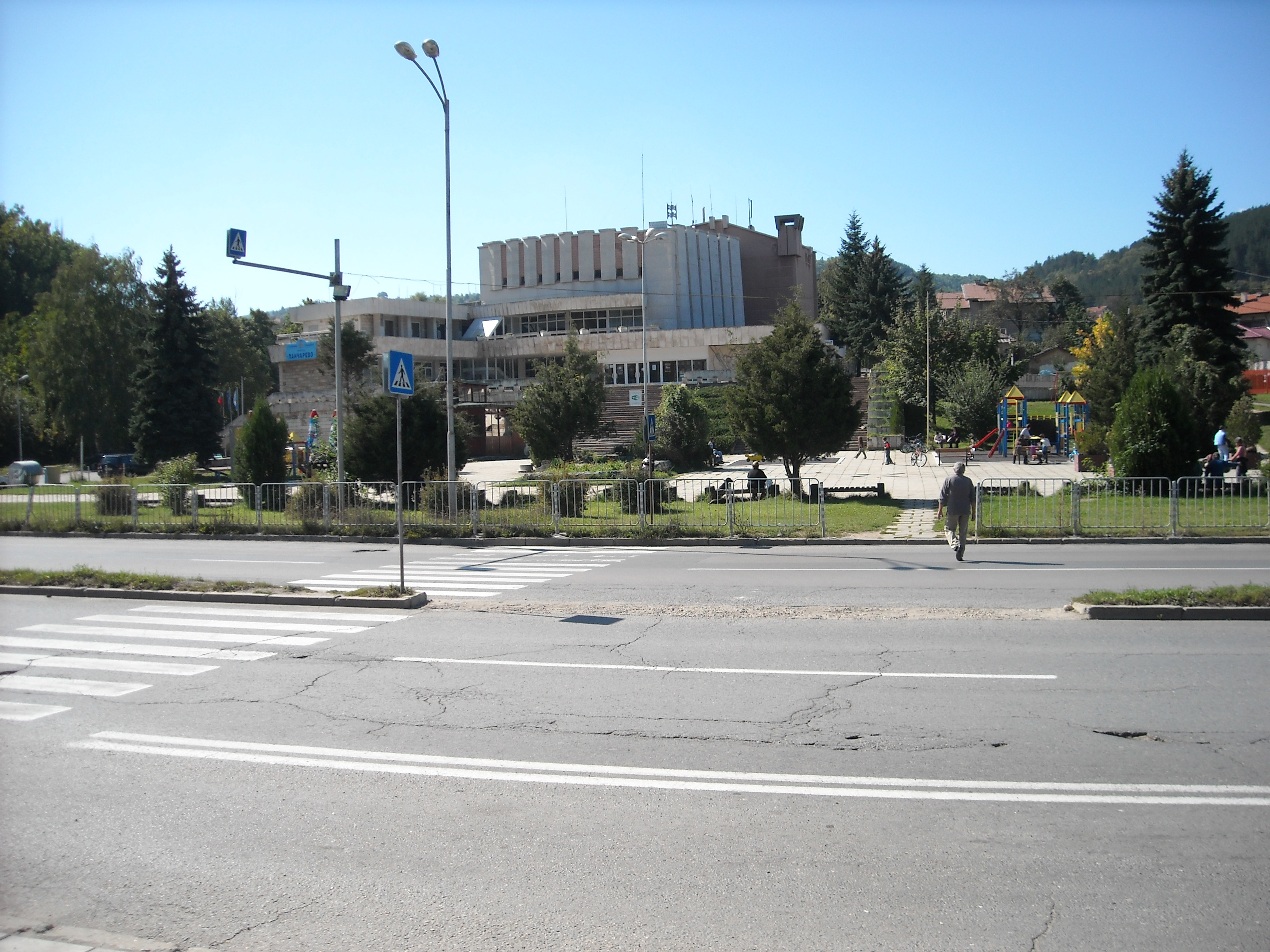
La mairie d'arrondissement et la bibliothèque municipale
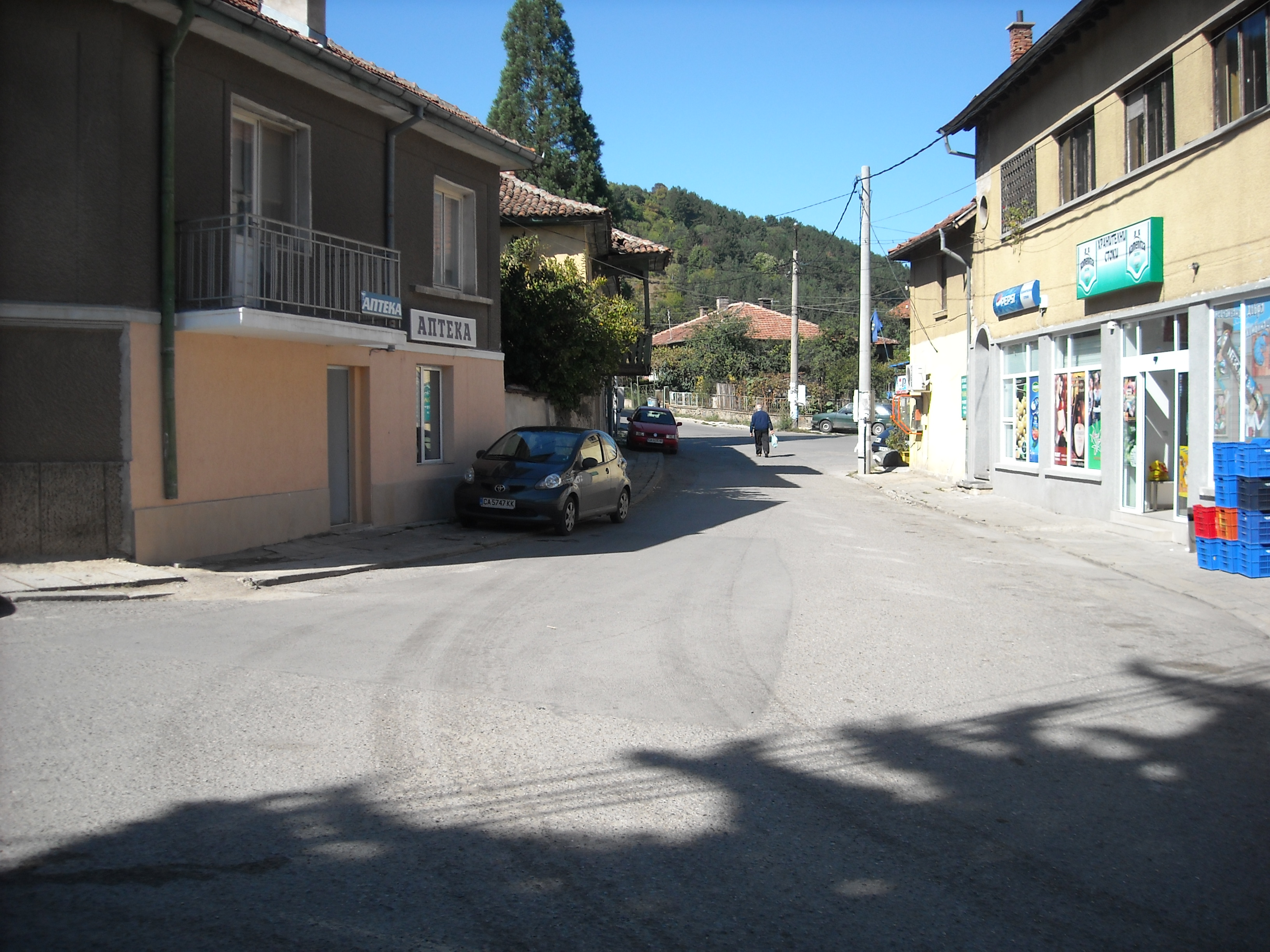
Le vieux centre du village
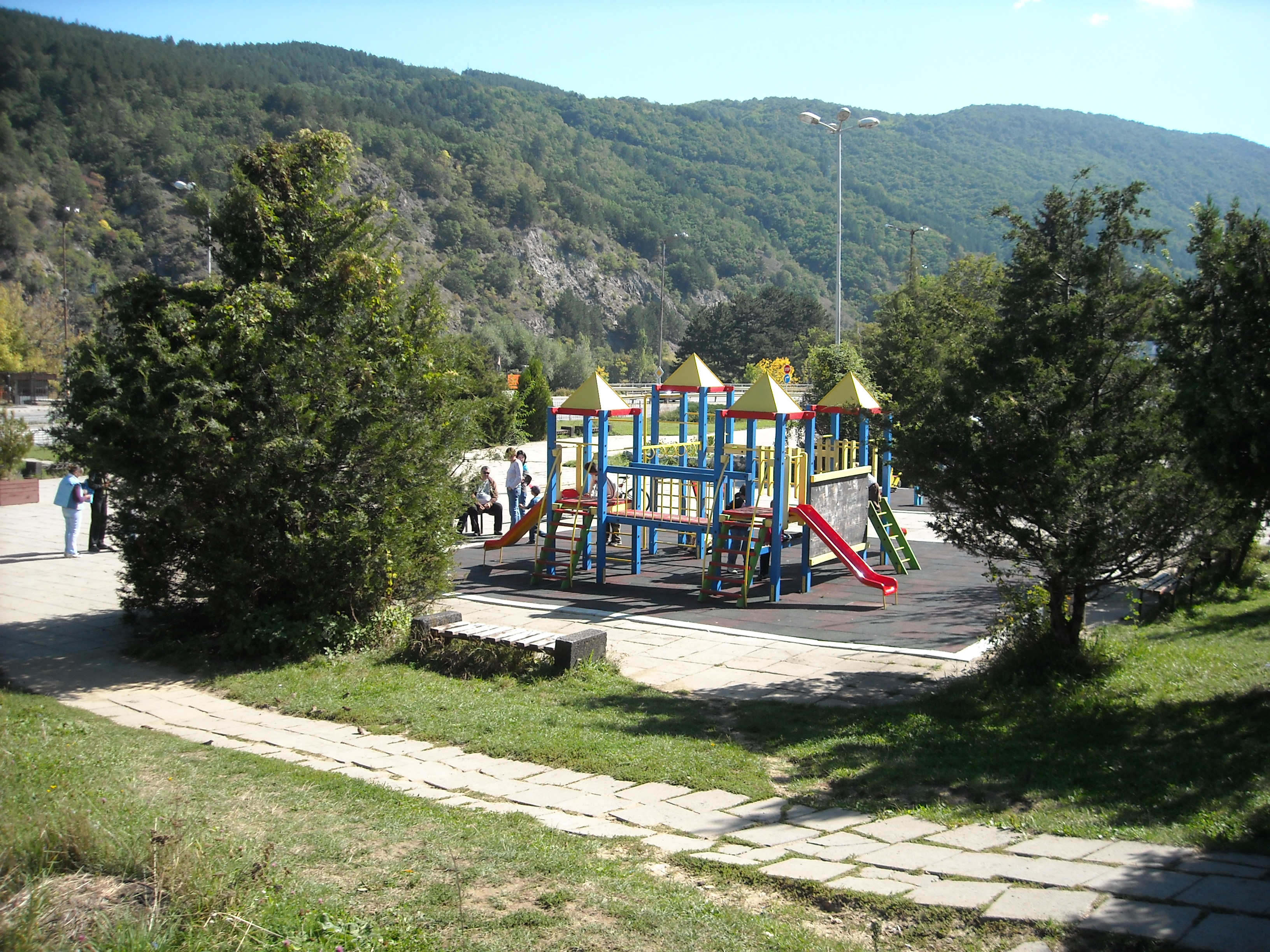
Le square pour enfants
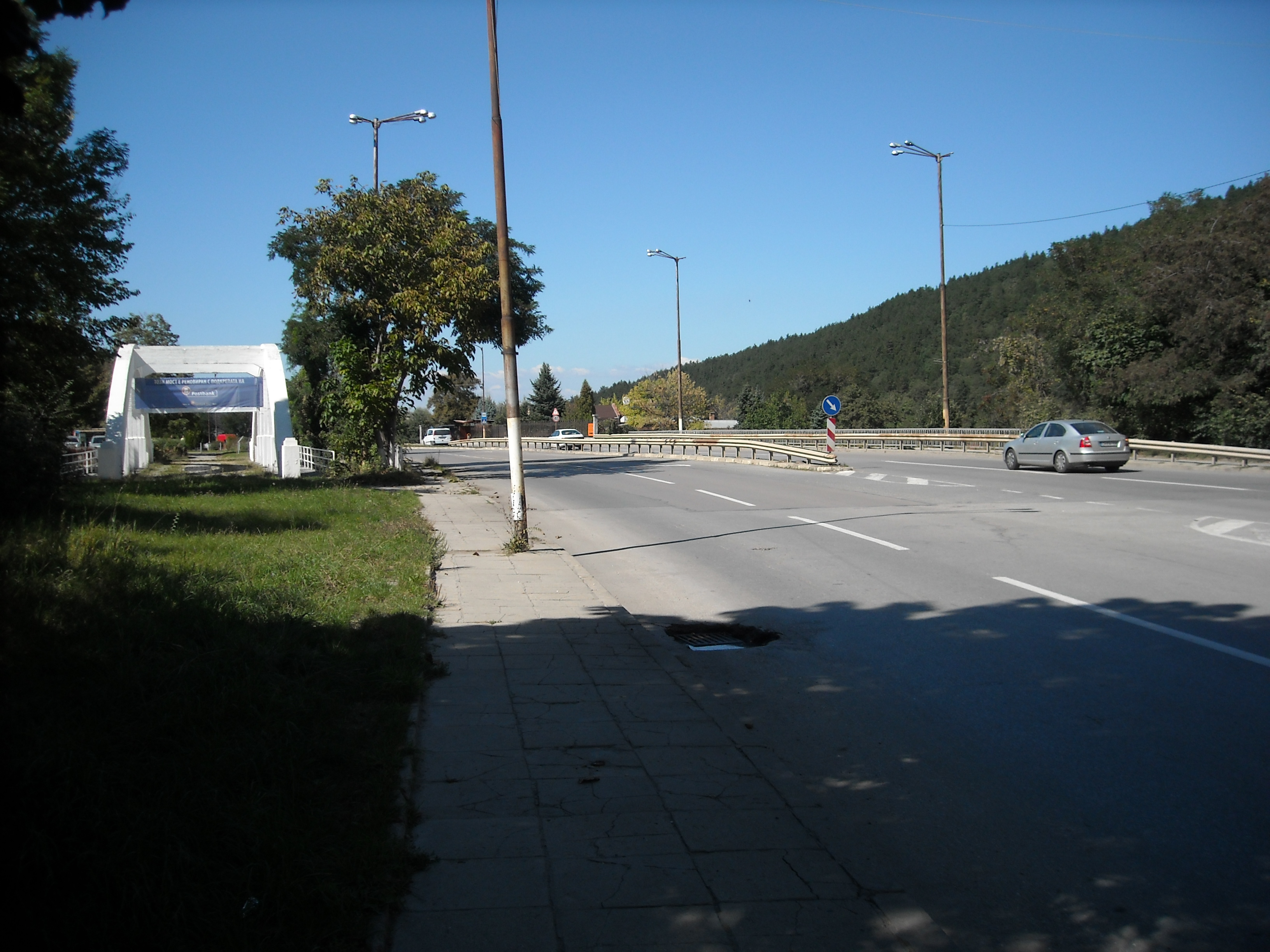
La route Sofia - Samokov
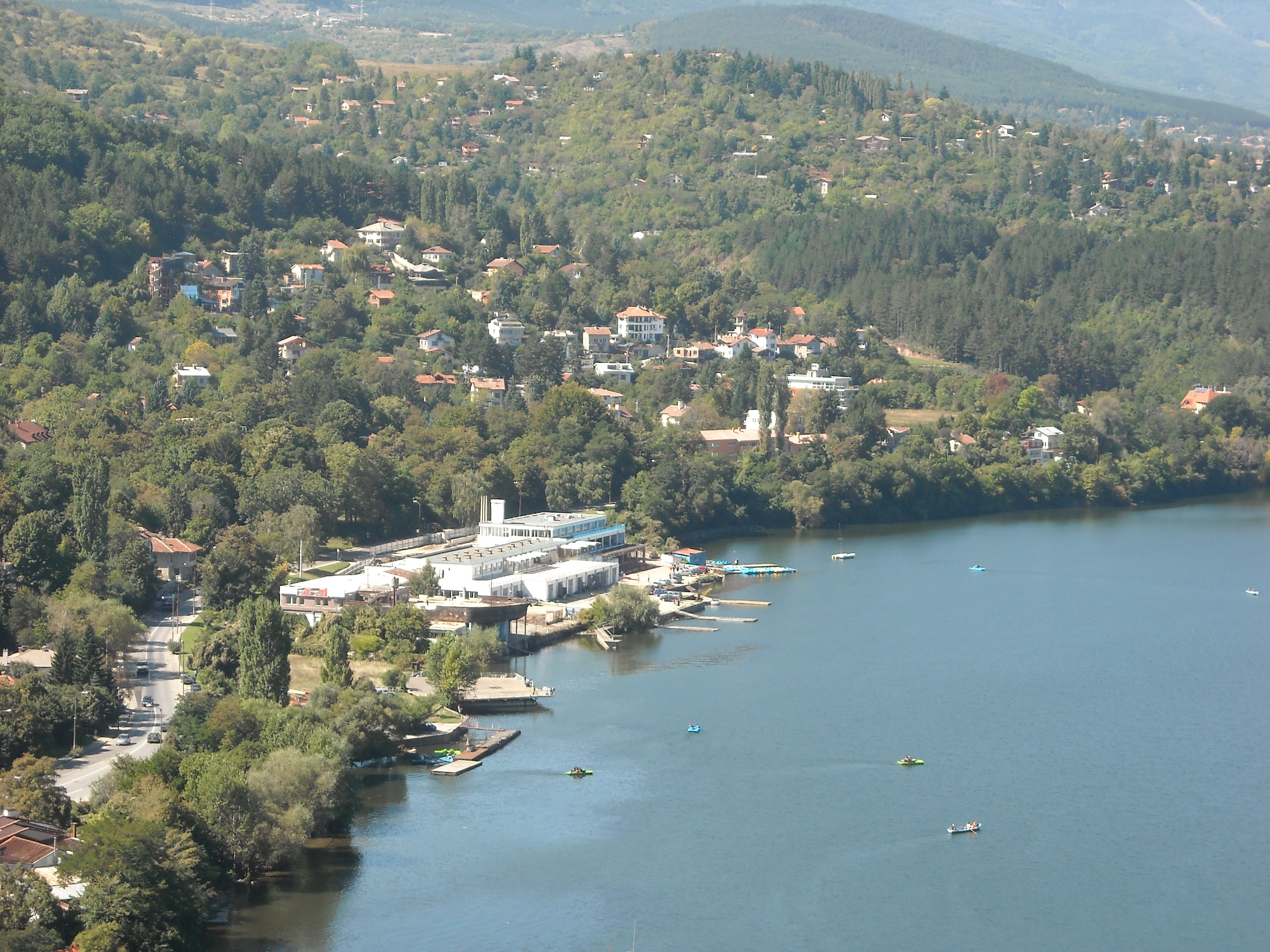
La base de kayak
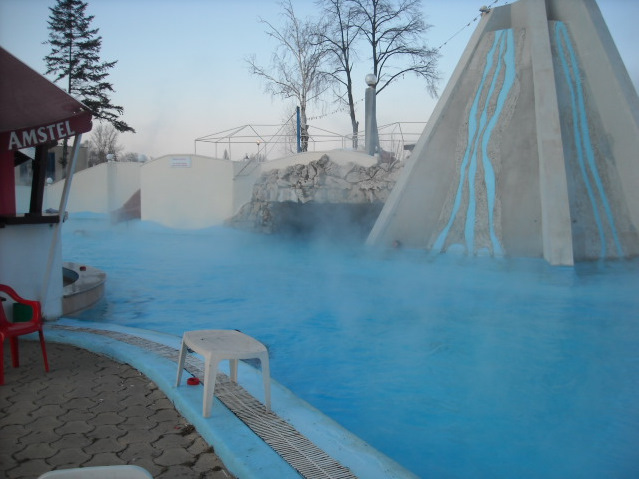
Le centre thermal
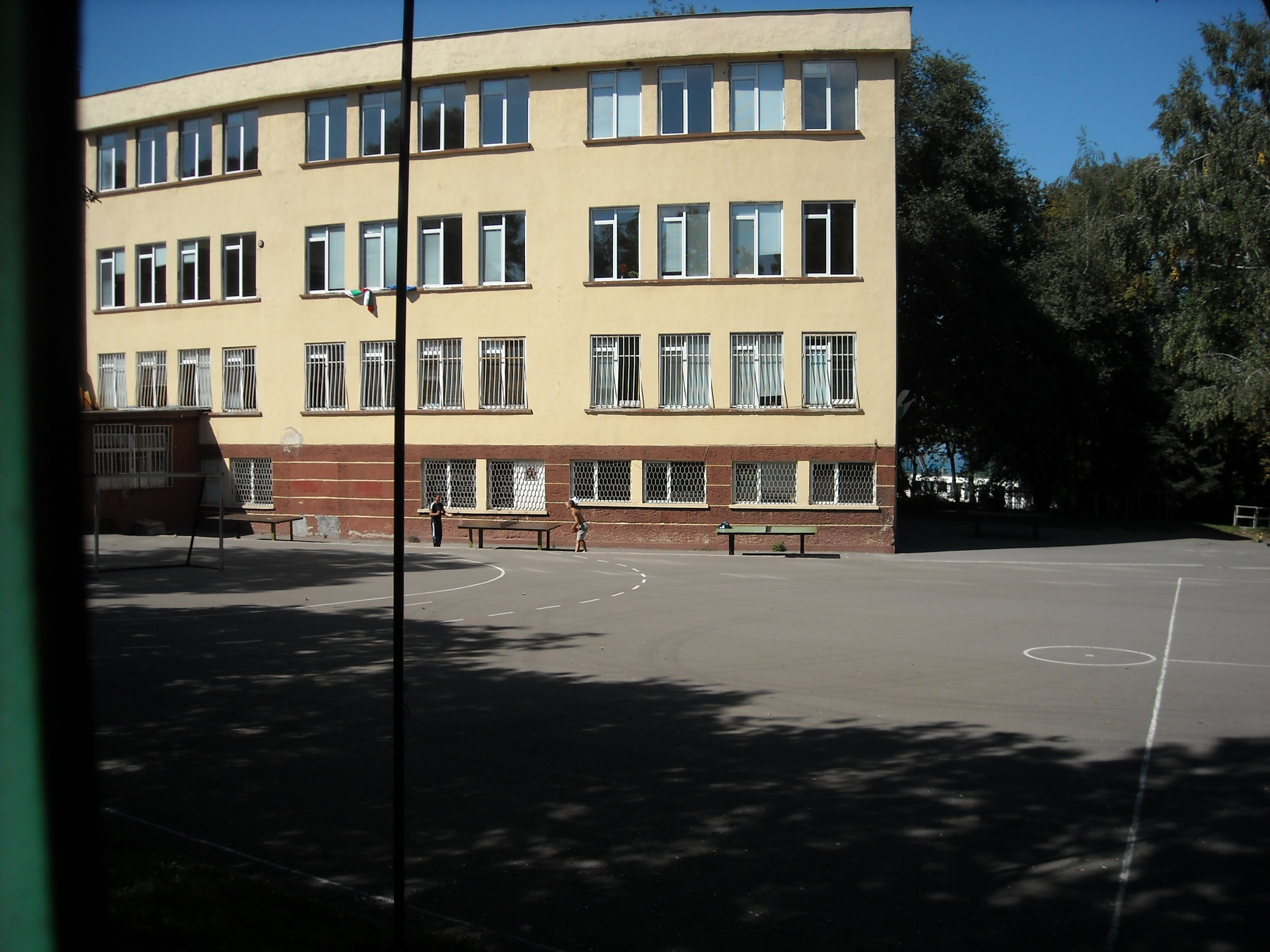
L'école primaire Elin Pelin
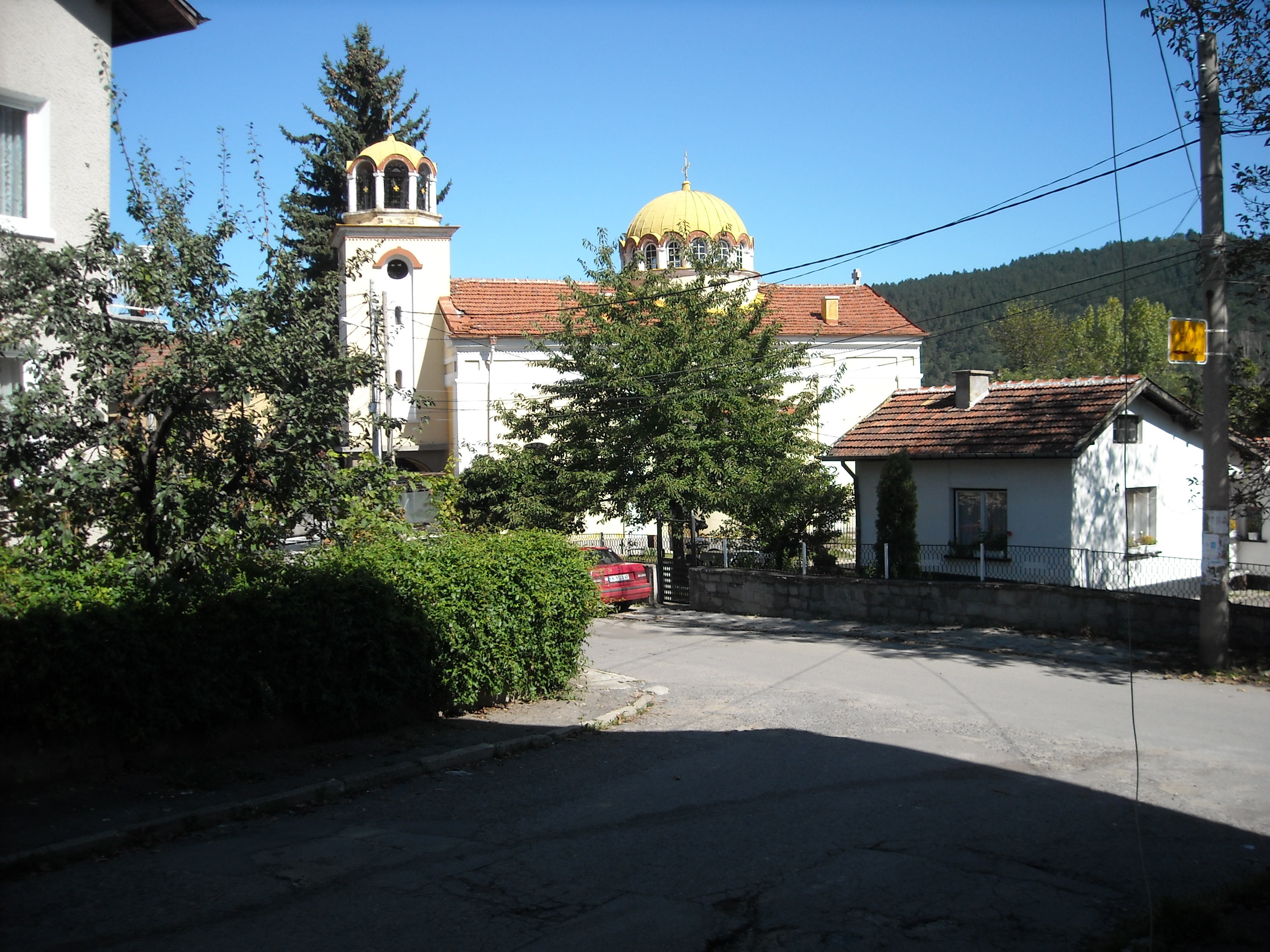
L'église Saint Démétrios de Thessalonique